# Serket
Serket es la diosa de la naturaleza, animales, magia y curación de picaduras y mordeduras venenosas en la mitología egipcia, siendo originalmente la deificación del escorpión.

Serket.

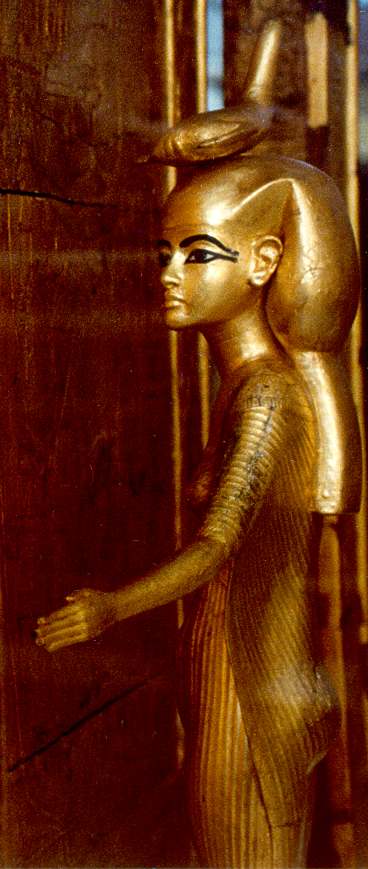
Serket protegiendo la caja de vasos canopos de Tutanjamón (Tutankamón).

- Nombre egipcio: Serket-Hetu o Selket. Nombre griego: Selkis.

## Iconografía
Fue representada como mujer con un escorpión sobre su cabeza. También como escorpión de cabeza femenina, con cuernos o con el Sol. 

## Mitología
Era hija de Ra, y a veces fue representada en Edfu como la esposa de Horus, o la madre de Horajti. Su hijo es Nehebkau en los Textos de las Pirámides.
Serket era una diosa benéfica que protegía el sarcófago del faraón. En los textos funerarios figura como la madre del difunto, al que amamanta. Protegía el vaso canopo de Kebehsenuf. 
También prevenía de las picaduras de los escorpiones y las serpientes.

## Epítetos
Se la llamó "la que facilita la respiración en la garganta", ya que la picadura del escorpión produce ahogo; también era mencionada como "la que posibilita la respiración del recién nacido" y "la que posibilita la respiración del difunto", en su renacimiento. Junto a Isis, Neftis y Neit, eran llamadas las "cuatro" plañideras divinas".

## Sincretismo
Fue identificada con las diosas Isis y Seshat.

## Culto
Era venerada en el delta del Nilo, en Edfu y Per-Serket. Los sacerdotes de Serket eran médicos y magos que curaban las picaduras de los animales venenosos.
| S29 | D21 · N29 · X1 | L7 | B1 |

| S29 | D21 · N29 · X1 | L7 | B1 |